# Терехово (Старооскольский городской округ)
Терехово — село в Старооскольском городском округе Белгородской области. Входит в состав Котовской сельской территории.

## География
Находится на реке Убля.

## Топоним
Изначально называлось Пятницкое и связано с храмом во имя Параскевы Пятницы. Второе название связано с фамилией хозяина поместья.

## История
Первое упоминание относится к 1665 году.
К 1780 году была построена деревянная церковь Параскевы Пятницы. В 1842 году, уже на другом месте, был построен новый храм с каменным фундаментом.
В 1889 году в селе Терехово проживало 697 человек, из них мужчин — 340, женщин — 357 человек.
В 1910 году в Терехово была открыта школа.
В 1920 году был образован Тереховский сельский Совет. До этого времени село относилось к Воронежской губернии Нижнедевицкого уезда Мелавской волости. В 1932 году в Терехово насчитывалось 2001 житель.
В 1937 году в селе Терехово начались торфяные разработки. В 1938 году в селе Терехово была организована кустарная мастерская по изготовлению разной продукции.
2 июля 1942 года Терехово было оккупировано венгерскими частями немецких войск. С 3 июля 1942 года территория Терехово находилась в зоне оккупации. 25 января 1943 село было освобождено частями 107-й стрелковой дивизии.
В 1954 году село Терехово вошло в состав Старооскольского района Белгородской области. Тереховский и Котовский сельские советы были объединены в один — Котовский сельский Совет депутатов трудящихся Старооскольского района Белгородской области.
К концу 1965 года Терехово было полностью электрифицировано.
В 1987 году открылся автобусный маршрут Старый Оскол — Терехово.
В 1988 году в Терехово построен новый Дом культуры. В 1990 году была построена новая школа на 100 мест.

## Население
| 1859 | 1897  | 2002 | 2010 |
| ---- | ----- | ---- | ---- |
| 1215 | ↗1670 | ↘466 | ↘434 |

В 1997 году Терехово насчитывало 272 домовладения и 587 жителей.

## Известные уроженцы
Михалев Владимир Васильевич (28.10.1928 – 16.02.2007) - российский поэт, член Союза писателей России (c 1966), автор многочисленных поэтических сборников. Заслуженный работник культуры РСФСР.
- Четвёрткин, Алексей Егорович — (13 марта 1916 — 11 мая 1969) — старший лейтенант Советской Армии, участник Великой Отечественной войны, Герой Советского Союза (1944).

## Инфраструктура
Личное подсобное хозяйство. Дом культуры, школа.

## Транспорт
Автобусное сообщение с райцентром.